# 2017-es WTCC magyar nagydíj
A 2017-es WTCC magyar nagydíj volt a 2017-es túraautó-világbajnokság harmadik fordulója. 2017. május 14-én rendezték meg a Hungaroringen, Mogyoródon.

## Időmérő
| Poz. | #  | Versenyző         | Csapat                | Autó                    | Kat. | 1. rész  | 2. rész  | 3. rész  | Pont |
| ---- | -- | ----------------- | --------------------- | ----------------------- | ---- | -------- | -------- | -------- | ---- |
| 1    | 12 | Robert Huff       | Citroën C-Elysée      | Citroën C-Elysée WTCC   | WT   | 1:48,998 | 1:48,494 | 1:48,264 | 5    |
| 2    | 25 | Mehdi Bennani     | Sébastien Loeb Racing | Citroën C-Elysée WTCC   | WT   | 1:49,839 | 1:48,685 | 1:48,591 | 4    |
| 3    | 86 | Esteban Guerrieri | Campos Racing         | Chevrolet RML Cruze TC1 | WT   | 1:49,231 | 1:48,619 | 1:48,896 | 3    |
| 4    | 63 | Nick Catsburg     | Polestar Cyan Racing  | Volvo S60 Polestar TC1  |      | 1:48,995 | 1:48,822 | 1:48,941 | 2    |
| 5    | 61 | Néstor Girolami   | Polestar Cyan Racing  | Volvo S60 Polestar TC1  |      | 1:49,111 | 1:48,755 | 1:49,674 | 1    |
| 6    | 5  | Michelisz Norbert | Honda Racing Team JAS | Honda Civic WTCC        |      | 1:49,442 | 1:48,970 |          |      |
| 7    | 3  | Tom Chilton       | Sébastien Loeb Racing | Citroën C-Elysée WTCC   | WT   | 1:49,861 | 1:48,997 |          |      |
| 8    | 62 | Thed Björk        | Polestar Cyan Racing  | Volvo S60 Polestar TC1  |      | 1:49,429 | 1:49,103 |          |      |
| 9    | 18 | Tiago Monteiro    | Honda Racing Team JAS | Honda Civic WTCC        |      | 1:49,071 | 1:49,148 |          |      |
| 10   | 27 | John Filippi      | Sébastien Loeb Racing | Citroën C-Elysée WTCC   | WT   | 1:49,704 | 1:49,608 |          |      |
| 11   | 68 | Yann Ehrlacher    | RC Motorsport         | Lada Vesta WTCC         | WT   | 1:49,698 | 1:49,772 |          |      |
| 12   | 34 | Micsigami Rjo     | Honda Racing Team JAS | Honda Civic WTCC        |      | 1:50,446 | 1:50,012 |          |      |
| 13   | 9  | Tom Coronel       | ROAL Motorsport       | Chevrolet RML Cruze TC1 | WT   | 1:50,502 |          |          |      |
| 14   | 8  | Aurélien Panis    | Zengő Motorsport      | Honda Civic WTCC        | WT   | 1:51,029 |          |          |      |
| 15   | 24 | Kevin Gleason     | RC Motorsport         | Lada Vesta WTCC         | WT   | 1:51,372 |          |          |      |
| 16   | 99 | Nagy Dániel       | Zengő Motorsport      | Honda Civic WTCC        | WT   | 1:52,457 |          |          |      |

Megjegyzés:
- WT – WTCC Trophy

## MAC 3
| Poz. | Gyártó | Autó                 | Idő      | Különbség | Pont |
| ---- | ------ | -------------------- | -------- | --------- | ---- |
| 1    | Honda  | Honda Civic WTCC     | 3ː46,594 |           | 12   |
| 2    | Volvo  | Polestar Cyan Racing | 3:50,401 | +3,807    | 8    |

## Első futam
| Poz. | #  | Versenyző         | Csapat                          | Autó                    | Kat. | Futott kör | Idő/Kiesés oka | Rajthely | Pont |
| ---- | -- | ----------------- | ------------------------------- | ----------------------- | ---- | ---------- | -------------- | -------- | ---- |
| 1    | 18 | Tiago Monteiro    | Honda Racing Team JAS           | Honda Civic WTCC        |      | 12         | 22ː28,644      | 2        | 25   |
| 2    | 3  | Tom Chilton       | Sébastien Loeb Racing           | Citroën C-Elysée WTCC   | WT   | 12         | +0,768         | 4        | 18   |
| 3    | 12 | Robert Huff       | ALL-INKL.COM Münnich Motorsport | Citroën C-Elysée WTCC   | WT   | 12         | +2,296         | 9        | 15   |
| 4    | 61 | Néstor Girolami   | Polestar Cyan Racing            | Volvo S60 WTCC          |      | 12         | +4,537         | 6        | 12   |
| 5    | 63 | Nick Catsburg     | Polestar Cyan Racing            | Volvo S60 WTCC          |      | 12         | +5,221         | 7        | 10   |
| 6    | 86 | Esteban Guerrieri | Campos Racing                   | Chevrolet RML Cruze TC1 | WT   | 12         | +10,308        | 8        | 8    |
| 7    | 25 | Mehdi Bennani     | Sébastien Loeb Racing           | Citroën C-Elysée WTCC   | WT   | 12         | +10,893        | 14       | 6    |
| 8    | 68 | Yann Ehrlacher    | RC Motorsport                   | Lada Vesta WTCC         | WT   | 12         | +13,183        | 10       | 4    |
| 9    | 9  | Tom Coronel       | ROAL Motorsport                 | Chevrolet RML Cruze TC1 | WT   | 12         | +21,703        | 12       | 2    |
| 10   | 8  | Aurélien Panis    | Zengő Motorsport                | Honda Civic WTCC        | WT   | 12         | +37,886        | 13       | 1    |
| 11   | 34 | Micsigami Rjo     | Honda Racing Team JAS           | Honda Civic WTCC        |      | 12         | +38,532        | 11       |      |
| 12   | 24 | Kevin Gleason     | RC Motorsport                   | Lada Vesta WTCC         | WT   | 12         | +38,808        | 15       |      |
| 13   | 99 | Nagy Dániel       | Zengő Motorsport                | Honda Civic WTCC        | WT   | 12         | +39,607        | 16       |      |
| 14   | 27 | John Filippi      | Sébastien Loeb Racing           | Citroën C-Elysée WTCC   | WT   | 11         | Tűz            | 1        |      |
| Ki   | 5  | Michelisz Norbert | Honda Racing Team JAS           | Honda Civic WTCC        |      | 7          | Ütközés        | 5        |      |
| Ki   | 62 | Thed Björk        | Polestar Cyan Racing            | Volvo S60 WTCC          |      | 3          | Ütközés        | 3        |      |

- WT - WTCC Trophy

## Második futam
| Poz. | #  | Versenyző         | Csapat                          | Autó                    | Kat. | Futott kör | Idő/Kiesés oka | Rajthely | Pont |
| ---- | -- | ----------------- | ------------------------------- | ----------------------- | ---- | ---------- | -------------- | -------- | ---- |
| 1    | 25 | Mehdi Bennani     | Sébastien Loeb Racing           | Citroën C-Elysée WTCC   | WT   | 17         | 33:21,822      | 2        | 30   |
| 2    | 63 | Nick Catsburg     | Polestar Cyan Racing            | Volvo S60 WTCC          |      | 17         | +0,654         | 4        | 23   |
| 3    | 3  | Tom Chilton       | Sébastien Loeb Racing           | Citroën C-Elysée WTCC   | WT   | 17         | +3,553         | 7        | 19   |
| 4    | 5  | Michelisz Norbert | Honda Racing Team JAS           | Honda Civic WTCC        |      | 17         | +7,309         | 6        | 16   |
| 5    | 18 | Tiago Monteiro    | Honda Racing Team JAS           | Honda Civic WTCC        |      | 17         | +9,532         | 9        | 13   |
| 6    | 86 | Esteban Guerrieri | Campos Racing                   | Chevrolet RML Cruze TC1 | WT   | 17         | +10,875        | 3        | 10   |
| 7    | 62 | Thed Björk        | Polestar Cyan Racing            | Volvo S60 WTCC          |      | 17         | +11,865        | 8        | 7    |
| 8    | 68 | Yann Ehrlacher    | RC Motorsport                   | Lada Vesta WTCC         | WT   | 17         | +14,547        | 11       | 4    |
| 9    | 9  | Tom Coronel       | ROAL Motorsport                 | Chevrolet RML Cruze TC1 | WT   | 17         | +20,783        | 13       | 2    |
| 10   | 12 | Robert Huff       | ALL-INKL.COM Münnich Motorsport | Citroën C-Elysée WTCC   | WT   | 17         | +21,212        | 1        | 1    |
| 11   | 27 | John Filippi      | Sébastien Loeb Racing           | Citroën C-Elysée WTCC   | WT   | 17         | +28,110        | 10       |      |
| 12   | 24 | Kevin Gleason     | RC Motorsport                   | Lada Vesta WTCC         | WT   | 17         | +31,760        | 15       |      |
| 13   | 34 | Micsigami Rjo     | Honda Racing Team JAS           | Honda Civic WTCC        |      | 17         | +36,852        | 12       |      |
| 14   | 8  | Aurélien Panis    | Zengő Motorsport                | Honda Civic WTCC        | WT   | 17         | +51,021        | 14       |      |
| Ki   | 99 | Nagy Dániel       | Zengő Motorsport                | Honda Civic WTCC        | WT   | 11         | +6 kör         | 16       |      |
| Ki   | 61 | Néstor Girolami   | Polestar Cyan Racing            | Volvo S60 WTCC          |      | 0          | Ütközés        | 5        |      |

## Külső hivatkozások
- Hivatalos nevezési lista
- Az időmérő eredménye
- A MAC 3 eredménye
- Az 1. futam hivatalos eredménye
- A 2. futam hivatalos eredménye